# Davis Chiramel
Davis Chiramel, popularmente conhecido como Padre do Rim, é um padre católico indiano e fundador do Serviço de Atendimento e Transporte de Acidentes (ACTS) e da Federação do Rim da Índia. Ele atualmente serve na Arquidiocese Católica Siro-Malabar de Thrissur.